# Lidéřovice (Vnorovy)
Lidéřovice je část obce Vnorovy v okrese Hodonín. Nachází se asi 1,5 km na jihozápad od centra Vnorov. Je zde evidováno 283 adres. Trvale zde žije 892 obyvatel.
Lidéřovice leží v katastrálním území Lidéřovice na Moravě o rozloze 3,42 km2.

## Historie
První písemná zmínka o obci pochází z roku 1412.

## Pamětihodnosti
- Socha sv. Floriána
- Zvonice